# Canuto V di Danimarca
Canuto V di Danimarca (1129 circa – Roskilde, 9 agosto 1157) fu Re di Danimarca dal 1146 al 1157 agendo in co-reggenza, secondo le alleanze in essere, sia con Sweyn III di Danimarca che con Valdemaro I di Danimarca. Canuto venne ucciso al cosiddetto Banchetto di sangue di Roskilde nell'estate del 1157, nulla ci è giunto circa la sua persona o il suo carattere.

## Il regno combattuto
Canuto V di Danimarca nacque attorno al 1129 da Magnus I di Götaland, figlio di Niels di Danimarca e Rikissa di Polonia. Nel 1146 Eric III di Danimarca abdicò per entrare in un monastero e mentre i magnati dello Jutland incoronarono come suo successore Canuto, quelli di Selandia e Scania elessero invece Sweyn III di Danimarca nipote di Canuto Lavard che era stato ucciso da Magnus nel 1131. 
Negli anni a venire Canuto cercò vanamente di sottomettere la Selandia o di sconfiggere Sweyn, che era suo secondo cugino e solo nel 1147 si allearono, temporaneamente, nella Crociata dei Venedi, un'impresa militare che infine li riportò comunque a mettersi l'uno contro l'altro. Tre anni dopo Sweyn insieme a un altro cugino, figlio del defunto Canuto Lavard, Valdemaro si allearono infliggento a Canuto una brutta sconfitta nello Jutland che lo costrinse a fuggire presso la corte del suo futuro suocero Sverker I di Svezia. Nonostante tutti i tentativi di Canuto di rientrare in possesso della corona non ebbe successo e dovette chiedere a Federico Barbarossa di aiutarlo nell'impresa. Quel che ne risultò fu un compromesso che vide la luce nel 1152 e che trovava d'accordo anche Valdemaro, secondo quest'idea sarebbe stato Canuto a divenire un co-reggente, seppur con minori poteri, di Sweyn, tale progetto non andò in porto per l'opposizione dello stesso Sweyn.
A quel punto Valdemaro era pronto a cambiare partito e si alleò con Canuto e Sverker, una delle sue figlie, Elena di Svezia, stava per altro per andare in moglie a Canuto, questa nuova alleanza costrinse Sweyn a lasciare la Danimarca nel 1154, Canuto tornò in patria e nominò Valdemaro come suo co-reggente facendolo divenire Valdemaro I di Danimarca. Tuttavia Canuto si dimostrò un re meno capace del suo co-reggente e quando Sweyn ritornò in patria i magnati danesi costrinsero i tre a cercare e a trovare un accordo per vivere pacificamente, nel 1157 infine venne trovato un accordo per il quale il regno sarebbe stato diviso fra i tre contendenti.
In quello stesso anno, il 9 agosto, Sweyn organizzò un banchetto divenuto noto come il Banchetto di sangue di Roskilde dove tentò di uccidere entrambi gli avversari, Valdemaro sopravvisse mentre Canuto venne ucciso presumibilmente da uno degli uomini del cugino.
In quello stesso anno Valdemaro sposò la sorellastra di Canuto, Sofia di Minsk e in autunno incontrò Sweyn sul campo di battaglia a Grathe Heath, nello scontro Sweyn rimase ucciso e Valdemaro divenne l'unico sovrano.

## Matrimonio e figli
Attorno al 1156 Canuto sposò Elena di Svezia, i due non ebbero figli, ma egli fu padre di diversi figli illegittimi:
- Niels di Aarhus, venerato come santo a livello locale, anche se non è mai stato canonizzato ufficialmente
- Knud di Danimarca
- Valdemaro di Danimarca
- Brigitta (o Jutta) di Danimarca, che sposò Bernardo di Sassonia
- Hildegarde di Danimarca, sposò Jaromar I, Principe di Rügen
- Ingerd di Danimarca (morta 1236 circa), sposò Casimiro III, duca di Pomerania
- figlia (nome ignoto)

## Ascendenza
|                         |                            |                          | Genitori                  |  |  | Nonni |  |  | Bisnonni              |  |  | Trisnonni       |  |
|                         |                            |                          |                           |  |  |       |  |  | Sweyn II di Danimarca |  |  | Ulf Thorgilsson |  |
|                         |                            |                          |                           |  |  |       |  |  | Sweyn II di Danimarca |  |  | Ulf Thorgilsson |  |
|                         |                            | Estrid Svendsdatter      |                           |  |  |       |  |  | Sweyn II di Danimarca |  |  |                 |  |
| Niels di Danimarca      |                            |                          |                           |  |  |       |  |  | Sweyn II di Danimarca |  |  |                 |  |
|                         |                            | …                        | …                         |  |  |       |  |  |                       |  |  |                 |  |
|                         |                            | …                        | …                         |  |  |       |  |  |                       |  |  |                 |  |
|                         |                            | …                        | …                         |  |  |       |  |  |                       |  |  |                 |  |
| Magnus I di Götaland    |                            | …                        |                           |  |  |       |  |  |                       |  |  |                 |  |
|                         |                            | Ingold I di Svezia       | Stenkil di Svezia         |  |  |       |  |  |                       |  |  |                 |  |
|                         |                            | Ingold I di Svezia       | Stenkil di Svezia         |  |  |       |  |  |                       |  |  |                 |  |
|                         |                            | Ingold I di Svezia       | Ingamoder                 |  |  |       |  |  |                       |  |  |                 |  |
| Margareta Fredkulla     |                            | Ingold I di Svezia       |                           |  |  |       |  |  |                       |  |  |                 |  |
|                         |                            | Elena                    | …                         |  |  |       |  |  |                       |  |  |                 |  |
|                         |                            | Elena                    | …                         |  |  |       |  |  |                       |  |  |                 |  |
|                         |                            | Elena                    | …                         |  |  |       |  |  |                       |  |  |                 |  |
| Canuto V di Danimarca   |                            | Elena                    |                           |  |  |       |  |  |                       |  |  |                 |  |
|                         | Ladislao Herman di Polonia | Casimiro I di Polonia    |                           |  |  |       |  |  |                       |  |  |                 |  |
|                         | Ladislao Herman di Polonia | Casimiro I di Polonia    |                           |  |  |       |  |  |                       |  |  |                 |  |
|                         | Ladislao Herman di Polonia | Maria Dobroniega di Kiev |                           |  |  |       |  |  |                       |  |  |                 |  |
| Boleslao III di Polonia | Ladislao Herman di Polonia |                          |                           |  |  |       |  |  |                       |  |  |                 |  |
|                         |                            | Giuditta di Boemia       | Vratislao II di Boemia    |  |  |       |  |  |                       |  |  |                 |  |
|                         |                            | Giuditta di Boemia       | Vratislao II di Boemia    |  |  |       |  |  |                       |  |  |                 |  |
|                         |                            | Giuditta di Boemia       | Adelaide d'Ungheria       |  |  |       |  |  |                       |  |  |                 |  |
| Rikissa di Polonia      |                            | Giuditta di Boemia       |                           |  |  |       |  |  |                       |  |  |                 |  |
|                         |                            | Heinrich, conte di Berg  | Poppo, conte di Berg      |  |  |       |  |  |                       |  |  |                 |  |
|                         |                            | Heinrich, conte di Berg  | Poppo, conte di Berg      |  |  |       |  |  |                       |  |  |                 |  |
|                         |                            | Heinrich, conte di Berg  | Sophia                    |  |  |       |  |  |                       |  |  |                 |  |
| Salomea di Berg         |                            | Heinrich, conte di Berg  |                           |  |  |       |  |  |                       |  |  |                 |  |
|                         |                            | Adelaide di Mochental    | Diepold II, Conte di Cham |  |  |       |  |  |                       |  |  |                 |  |
|                         |                            | Adelaide di Mochental    | Diepold II, Conte di Cham |  |  |       |  |  |                       |  |  |                 |  |
|                         |                            | Adelaide di Mochental    | Liutgarde di Zähringen    |  |  |       |  |  |                       |  |  |                 |  |
|                         |                            | Adelaide di Mochental    |                           |  |  |       |  |  |                       |  |  |                 |  |